# Vodovodní domek ve Veleslavíně
Vodovodní domek ve Veleslavíně v Praze stojí volně na travnatém palouku v parku. Je chráněn jako nemovitá kulturní památka České republiky.
Renesanční technická stavba.

## Historie
Kamenný vodovodní domek pochází z roku 1555. Byl součástí starší stavby Královského hradního vodovodu z let 1550–1573, který přiváděl jedlovými trubkami (vnitřní průměr 85 mm) vodu z jímacích štol ve Střešovicích, Veleslavíně a Liboci do císařské kuchyně, kašny na Svatojiřském náměstí a dalších hradních objektů. Tyto trubky byly uloženy do jílového lože 150–180 cm pod zemí. Později byly nahrazeny keramickými trubkami (vnitřní průměr 65 mm). Domek postavil zedník Jásek k čištění rour a vody a sloužil pro potřeby nejdelší větve vodovodu z libocké štoly č. I. zvané Královská studánka - Královka. V roce 2001 byl zrekonstruován.

### Popis
Nízký přízemní domek čtvercového půdorysu má opukové zdivo s nárožními vyzdívkami z cihel. Vstupní otvor ve východním průčelí je segmentově zakončený a uzavřený novodobou mříží. V západním průčelí je drobné okénko s mříží s trnem. Interier je segmentově zaklenut.